# إليزابيث بيلي
إليزابيث بيلي (بالإنجليزية: Elizabeth E. Bailey)‏ هي اقتصادية أمريكية، ولدت في 1938.

## وصلات خارجية
- إليزابيث بيلي على موقع إن إن دي بي (الإنجليزية)